# Bartolomeo Bosco

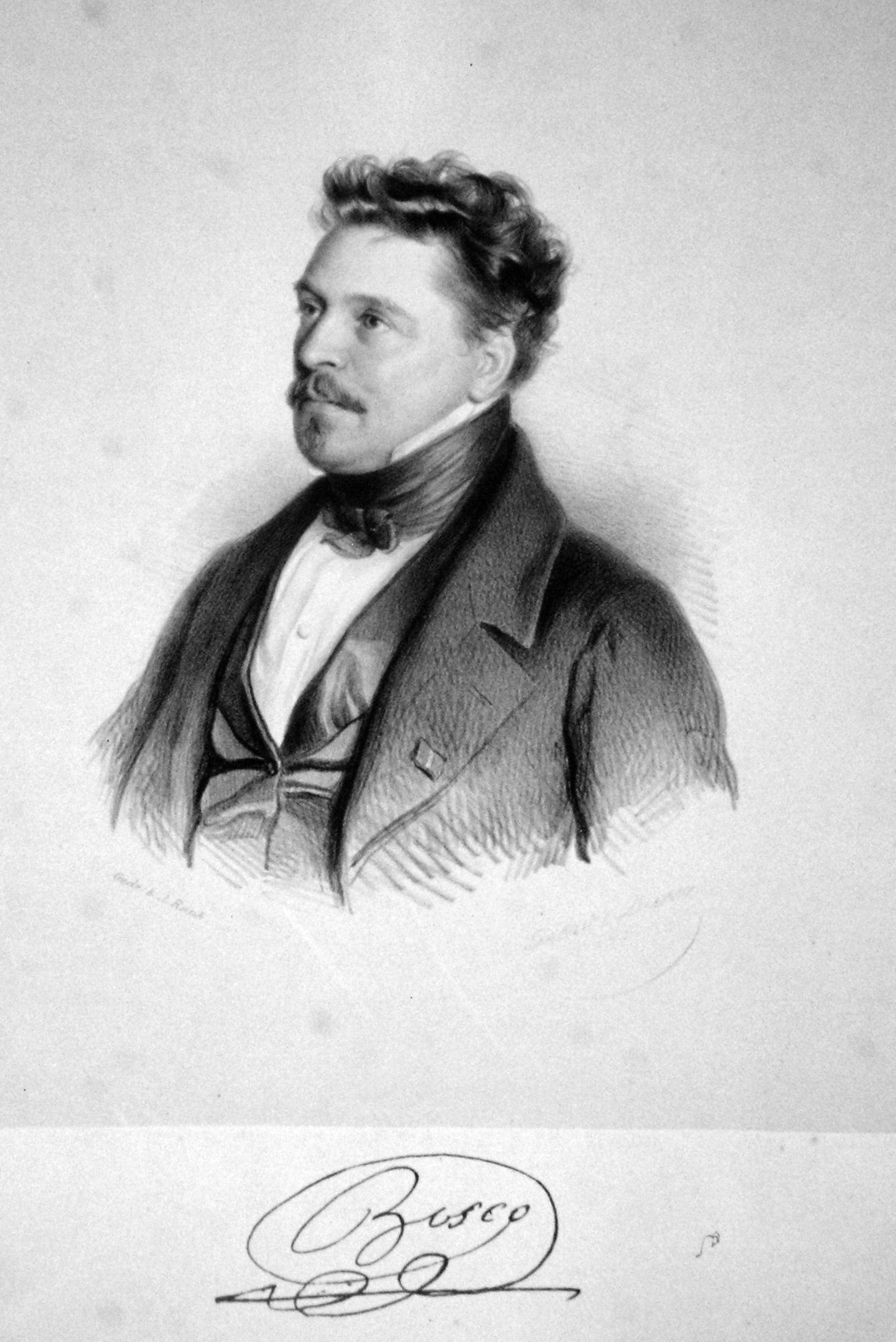
Bartolomeo Bosco, Lithographie von Gabriel Decker, 1845

Bartolomeo Bosco (* 3. Januar 1793 in Turin; † 7. März 1863 in Gruna (Dresden)) war ein italienischer Zauberkünstler, der zuletzt in Dresden lebte. Er gilt als einer der ersten Vertreter einer „ehrlichen Magie“, die zu Beginn des 19. Jahrhunderts in der Zauberkunst eine Abkehr von Mystifizierung und Aberglaube hin zur Unterhaltungskunst vollzog.

## Leben
Giovanni Bartolomeo war der Sohn von Matteo Bosco und Cecilia Bosco, geb. Cuore. Über seine Kindheit ist nichts Näheres bekannt. 1812 verdingte er sich nach eigenen Angaben beim napoleonischen Feldzug in Russland, wurde in Borodino verwundet und geriet in Gefangenschaft. In der Nähe von Tobolsk wurde er in ein sibirisches Lager verbannt, bevor er 1814 durch Kriegsgefangenenaustausch wieder freikam. Er kehrte nach Italien zurück, um dort Medizin zu studieren, aber die Liebe zur Zauberkunst war stärker.

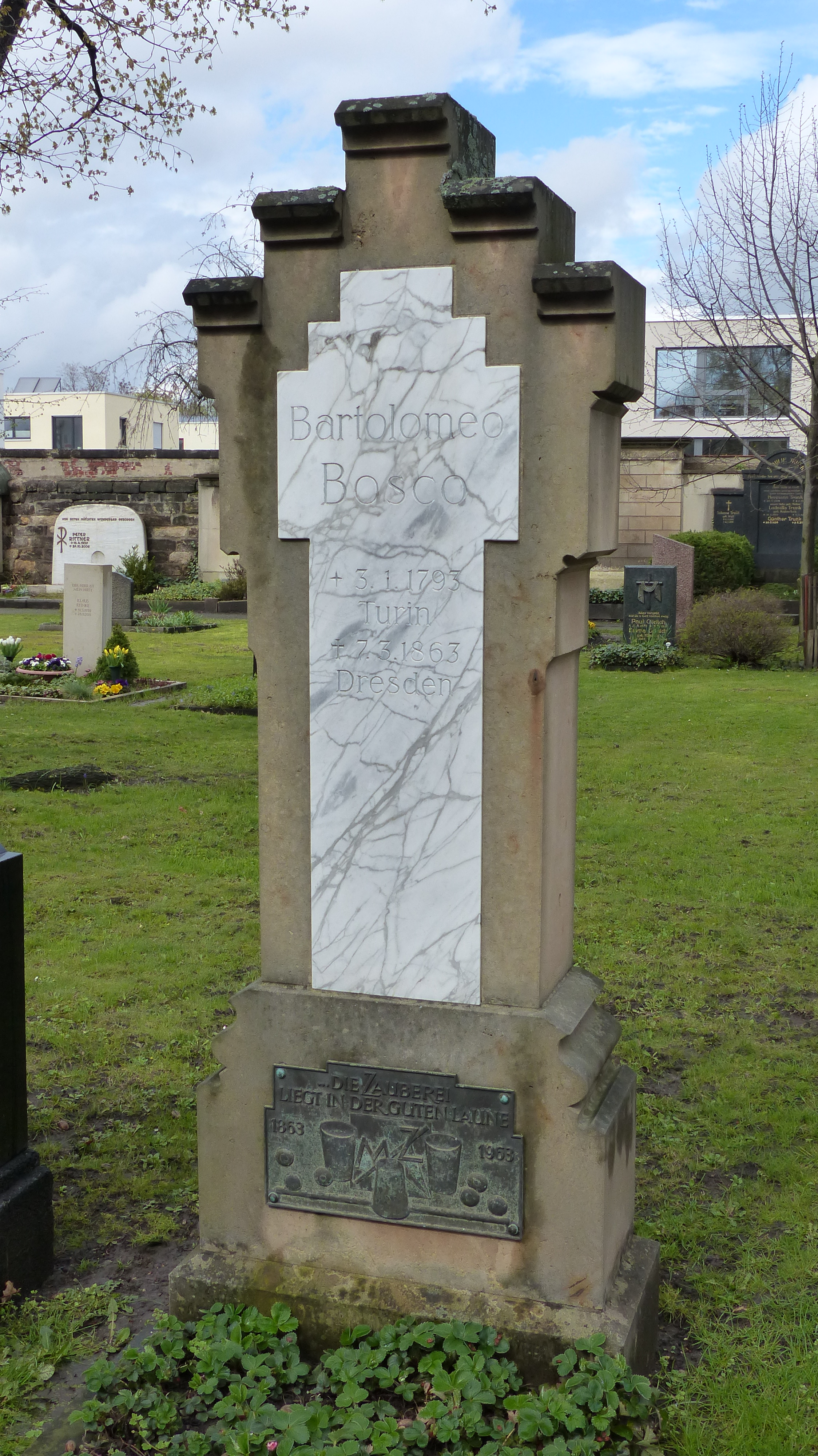
Grab von Bartolomeo Bosco auf dem Alten Katholischen Friedhof in Dresden

Bosco wurde in seiner Wahlheimat Dresden auf dem Alten Katholischen Friedhof beigesetzt.
Sein in Vergessenheit geratenes Grab mit dem prächtigen Grabstein wurde 1903 durch den Zauberkünstler Harry Houdini besucht. Dabei stellte dieser fest, dass die Miete fast abgelaufen war und es aufgelassen werden sollte. Er kaufte das Grab nebst Grabstein und überließ es seiner Zauberkunstvereinigung, der Society of American Magicians. Seit jener Zeit wird das Grab gepflegt, inzwischen von Generationen „Dresdner Magier“. Ihm zu Ehren trägt der Dresdner Ortszirkel des Magischen Zirkels von Deutschland (der Organisation der Zauberkünstler), den Namen Magischer Zirkel Dresden Bartolomeo Bosco e. V.
Bosco hat heute einen Platz in der Hall of Fame der Society of American Magicians.

## Kunst und Wirkung

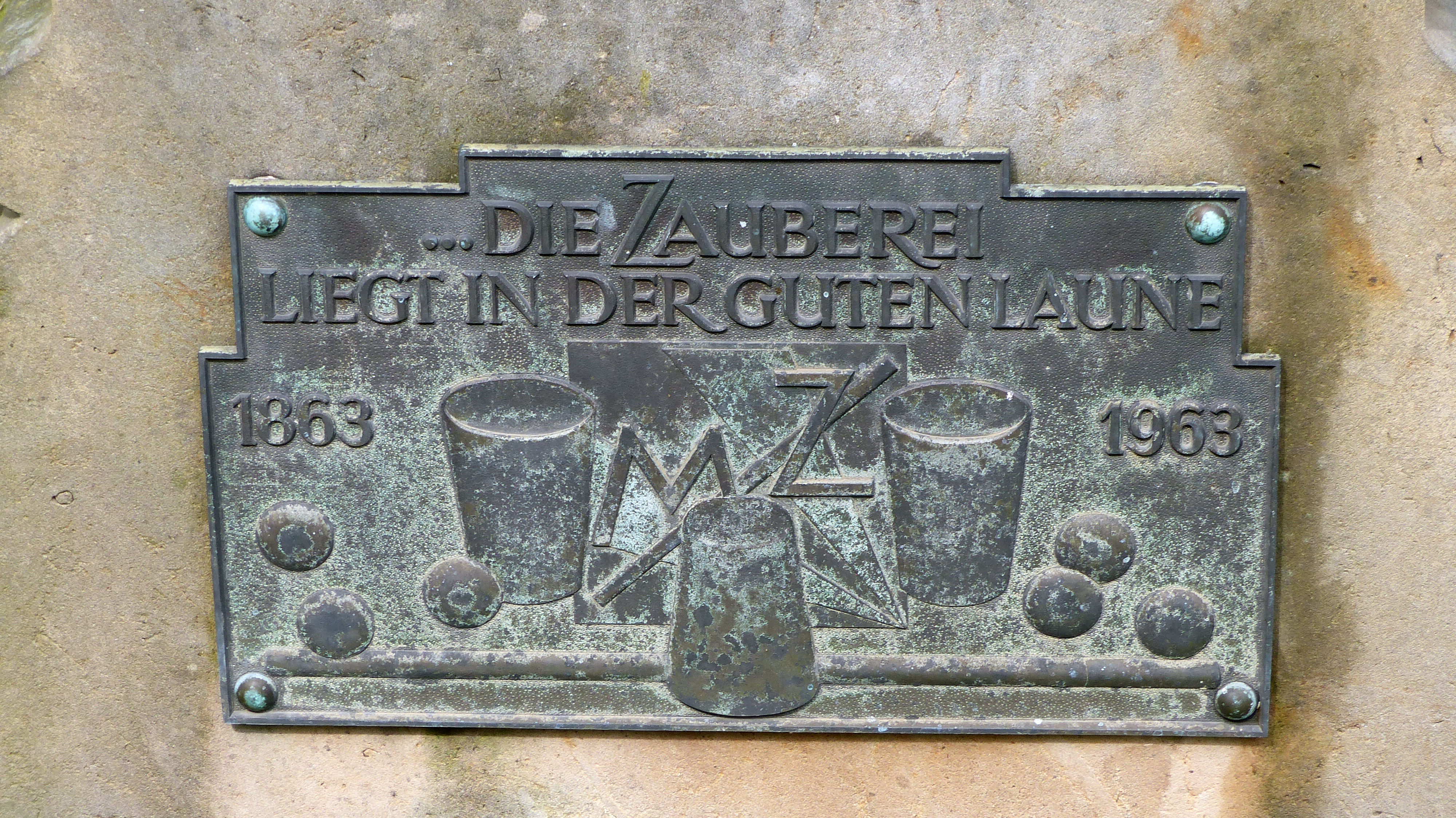
Detailabbildung zum „Becherspiel“ am Grab

Innerhalb kürzester Zeit wurde Bosco ein in ganz Europa berühmter Zauberkünstler, und dies nicht nur wegen seiner Fingerfertigkeit, sondern weil er „ein genialer Meister der Reklame war“, wie Michael Seldow in Die Kunst, Frauen zu zersägen schreibt.
Boscos Name bleibt für immer verbunden mit dem berühmten Becherspiel, bei dem kleine Muskatnusskügelchen auf verblüffende Weise, weil unsichtbar, von einem Becher zum anderen hin und her wandern – eine Fingerfertigkeit, wie man sie in Form des Hütchenspiels heutzutage überall auf der Welt zu sehen bekommt, wenn auch mit dem feinen Unterschied, dass jene eindeutig auf Betrug aus sind, Bosco jedoch sein Publikum nur zu dessen Vergnügen täuschte und dadurch unterhalten wollte.
Er trat vor dem einfachen Volk in Buden, auf Plätzen und Straßen ebenso auf wie in Theatern und auf Bühnen vor gehobenem Publikum und bei Hofe vor Fürsten, Königen und Kaisern.
So zeigte Bosco seine Künste an den Höfen folgender gekrönter Häupter:
- 1821 dem König von Hannover
- 1822 dem König von Preußen
- 1823 dem Zaren Alexander von Russland
- 1828 dem Kaiser von Österreich
- 1829 dem Erzherzog Joseph, Statthalter von Ungarn
- 1830 dem König von Dänemark
- 1833 der Königin von Sardinien
- 1836 der Kaiserin Marie Louise, der Witwe Napoleons
- 1837 dem König von Neapel
- 1838 dem Bei von Tunis
- 1839 dem Vizekönig von Ägypten
- 1852 dem Kaiser Napoleon III.
- 1855 der Königin Victoria von England[13]

1852 konnte man in ‚L’Illustration, Journal Universel’ lesen, dass es nur eines gegeben habe, „was er nicht zum Verschwinden bringen konnte: seinen ungeheuren Erfolg.“
Er inspirierte die französische Mode- und Kulturwelt, man trug Stiefel und Röcke à la Bosco und sogar ein Tanz wurde nach ihm benannt.

## Zitate über Bosco
„Ihm gelang bereits damals, was zu jener Zeit noch ungewöhnlich war: die Theater der großen Städte von Berlin bis Wien, von Petersburg bis Paris öffneten ihm ihre Bühnen.“

„…Tricks allein machen noch keinen Zauberkünstler, dazu gehört mehr: Persönlichkeit, Gespür für Menschen, poetischer Wortwitz wie gestalterisches Genie, ein Sackvoll Stegreiftalent und ein Funken Selbstironie — kurz: Geistesgegenwart, nicht billige Schlagfertigkeit. Bosco hat all dies in seinem liebenswürdigen Wesen vereinigt — wie sonst hätte er zu einem der berühmtesten Künstler seiner Zeit und zum Wegbereiter der modernen Zauberkunst überhaupt werden können!“